# カール・ヴィルヘルム・ディーフェンバッハ
カール・ヴィルヘルム・ディーフェンバッハ（Karl Wilhelm Diefenbach、1851年2月21日 - 1913年2月15日）はドイツの画家である。

## 略歴
ヘッセン州のハーダマルに生まれた。父親は画家で高校の美術講師であった。ミュンヘン美術院で学び、象徴主義の画家、アルノルト・ベックリンやフランツ・フォン・シュトゥックの影響を受けた。若い時代からその作品は高く評価された。
病気で右手が不自由になっていたので、それを治療するために自然療法（代替医療）が有効だと信じた。当時の自然療法家、「日光浴療法」のリクリ(Arnold Rikli)や「ベジタリアニズム」のバルツァー(Eduard Baltzer)などの影響下に入った。1881年に既成宗教からも離れた。ローブを着て、サンダルを履いて、ミュンヘンの街で「自然の法則」に従い、一夫一婦制を否定し、ベジタリアニズムや、戸外で裸でいることを説くようになった。人々からは「（野菜の）コールラビの使徒」("Kohlrabi Apostle")と嘲けられた。警察に監視されるようになり、ミュンヘンを出てプラッハのヘルリーゲルスクロイト(Höllriegelskreuth)の元の石切り場のあった場所に移って弟子と作品を製作した。
1892年にウィーンで展覧会を開き、成功を収め有名になったが主催者とのトラブルで出展した作品を失うことになった。ディーフェンバッハはエジプトに移った。1897年になって、作品の返還を求めウィーンに戻り、ウィーンでは雑誌を出版し、知識人の支援を受けるようになった。ウィーン近くのHimmelhofに20人ほどの弟子たちと共同体を作って住んだ。弟子の中にはフランティセック・クプカらがいたとされるが一年ほどで、この共同体は失敗し、ディーフェンバッハはイタリアのカプリ島に移り、カプリ島で没した。

## 作品

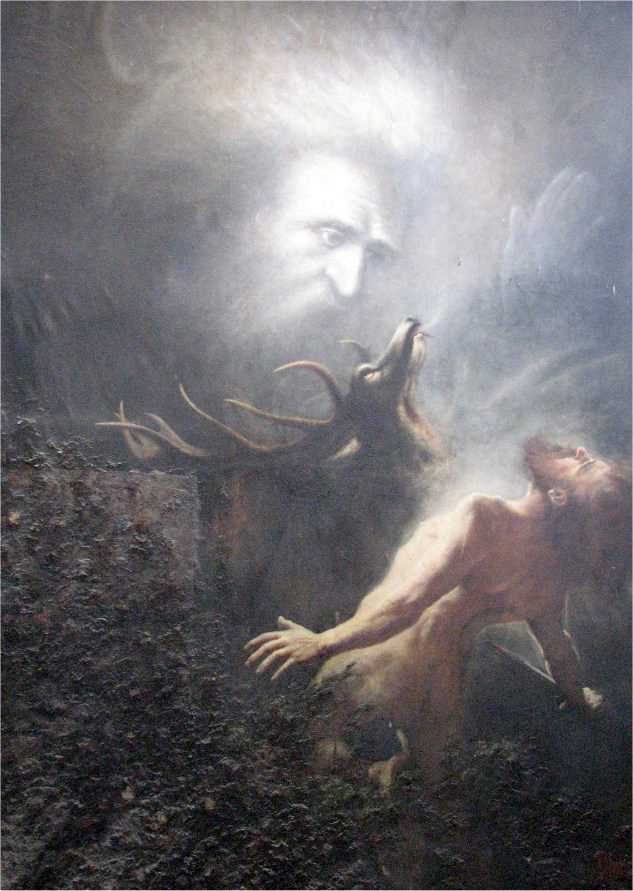
「汝、殺すなかれ」(1903)
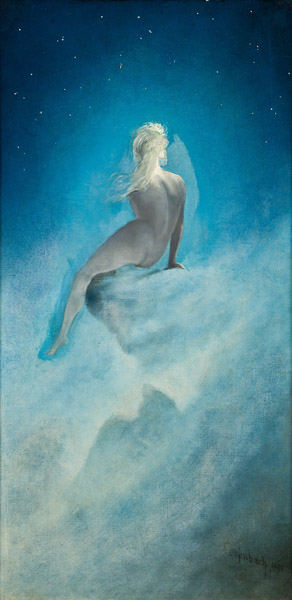
星への質問 (1898)
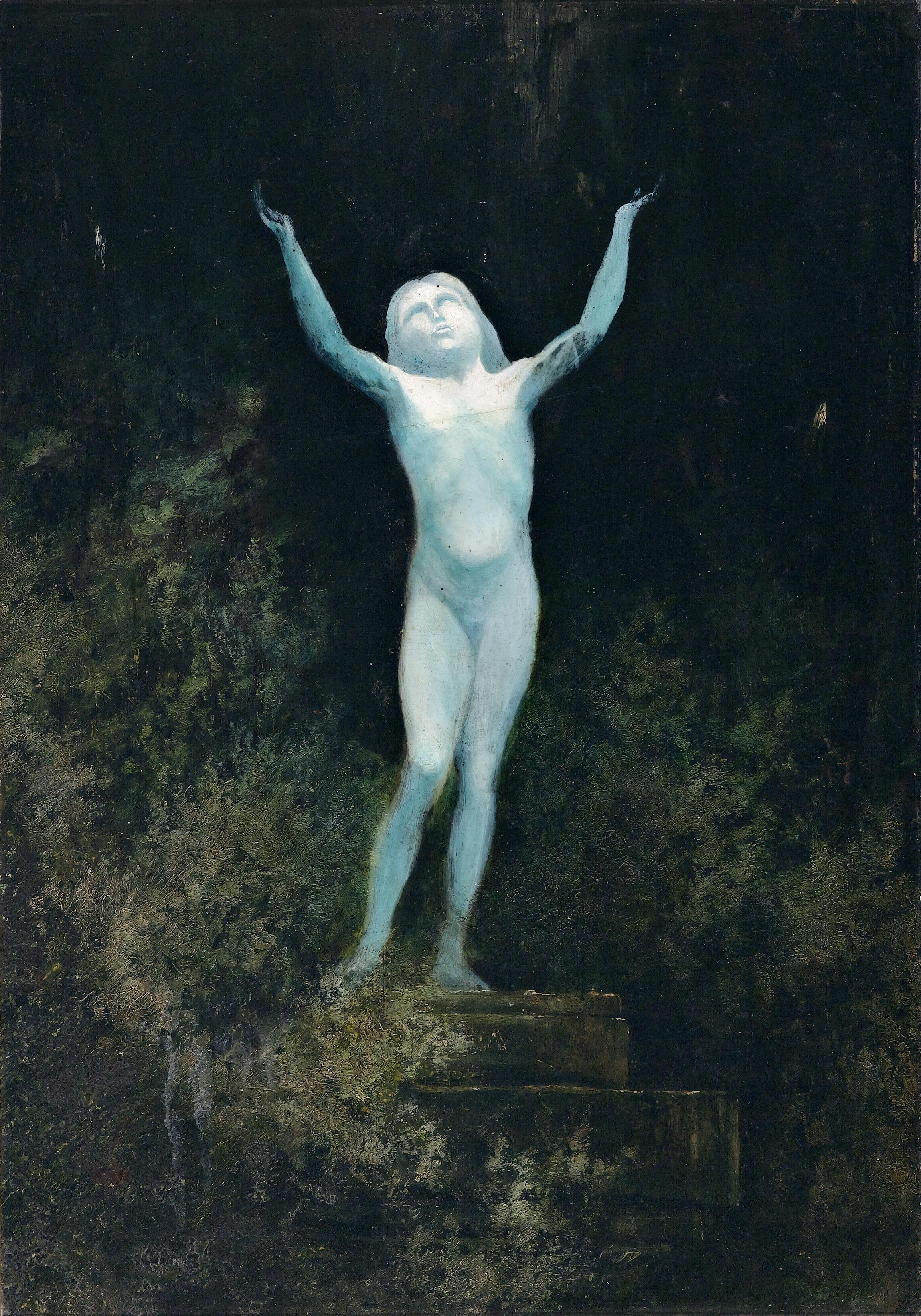
Die Erscheinung oder Ein siderischer Körper (1890)
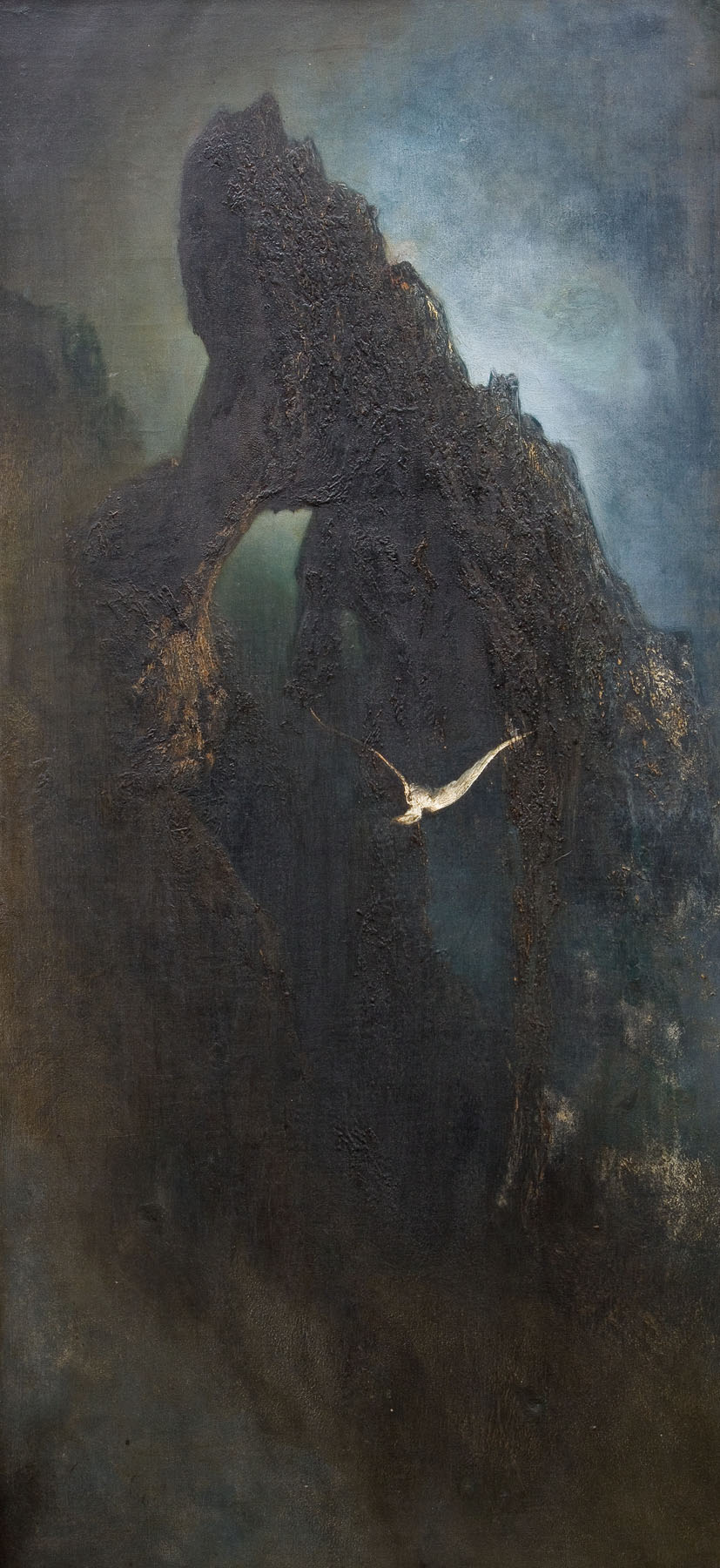
カプリの崖を飛ぶカモメ